# Хекшер, Эли Филип
Эли Филип Хе́кшер (англ. Eli Filip Heckscher; 24 ноября 1879, Стокгольм — 23 декабря 1952, Стокгольм) — шведский экономист и историк экономики. Соавтор теории Хекшера — Олина и модели Хекшера — Олина — Самуэльсона.

## Биография
Хекшер родился в 1879 году в Стокгольме, его отец Исидор Хекшер иммигрировал из Дании. В 1897 году Хекшер поступил в Университет города Упсала и в 1904 году получил степень лиценциата философии. Его докторская диссертация, опубликованная в 1907 году, посвящалась влиянию, оказываемому железными дорогами Швеции.
В 1909—1944 годах профессор политэкономии, экономической истории Высшей торговой школы в Стокгольме.
В 1929—1949 годах директор института экономической истории в Стокгольме.
Сын Хекшера Гуннар Хекшер (1909—1987) — шведский политолог и лидер умеренной коалиционной партии, внук Стен Хекшер (род. 1942) — член Социал-демократической рабочей партии Швеции.

## Память
Ежегодно проводятся лекции памяти в Стокгольмской школе экономики.

## Основной вклад в науку

### Меркантилизм
Исследования Хекшера дали начало систематическому изучению экономической истории Швеции, стали важным этапом развития национальной историографии. Книга Хекшера о меркантилизме (переведена на ряд европейских языков) вызвала в 1930—1950-х годах широкую дискуссию экономических историков многих стран.
Выдающимся историческим исследованием меркантилизма во всех стадиях его развития является книга Э. Хекшера «Меркантилизм», опубликованная в 1931 году, пишет М. Блауг.

### Модель Хекшера — Олина — Самуэльсона
В 1919 году была издана статья Хекшера «Влияние внешней торговли на распределение дохода» по внешней торговле, на основании которой его ученик Бертил Олин развил теорию международной торговли, впоследствии она была названа моделью Хекшера — Олина — Самуэльсона. В модель также входит теория Хекшера — Олина, которая сформулирована следующим образом: «Регион будет вывозить товар, в производстве которого интенсивно используется относительно избыточный фактор производства».

## Сочинения
Считается, что библиография Хекшера насчитывает 1148 работ:
- Хекшер Э. Влияние внешней торговли на распределение дохода = The Effect of Foreign Trade on the Distribution of Income (1919) // Вехи экономической мысли. Т. 6. Международная экономика / Под ред. А. П. Киреева. — М.: ТЕИС, 2006. — С. 154—173 — ISBN 5-7598-0439-1
- Гекшер Э. Экономика мировой войны = Varldskrigets ekonomi. En studie af nutidens näringslif under krigets inverken (1915). — Пг.: Задруга, 1917. — 216 с.
- Ekonomisk historia: nagra antydningar. Historisk Tidskrift, 1904
- Kontinentalsystemet. En ekonomisk-historisk studie, 1918 (The Continental System, 1922)
- A Plea for a Theory in Economic History // EJ. 1929
- Monetary History from 1914 to 1925 // editors, in Bergenland and Heckscher, Sweden, Norway, Denmark and Iceland in the World War. 1930
- Merkantilismen, 1931 (Mercantilism, 1935)
- Sveriges ekonomiska historia, 1935 (An Economic History of Sweden, 1954)
- Sveriges ekonomiska historia fram Gustav Vasa. Stockholm, 1936. D. 1, b. 2: 1600—1720; Stockholm, 1949. D. 2, b. 3, halvbandet 1: 1720—1815.
- Swedish population trends before the industrial revolution // The Economic History Review Volume 2, Issue 3, pages 266—278, April 1950.